# Harpactea longobarda
Harpactea longobarda là một loài nhện trong họ Dysderidae.
Loài này thuộc chi Harpactea. Harpactea longobarda được Carlo Pesarini miêu tả năm 2001.